# João Diogo (Journalist)
João Diogo Manteigas (* 1955 in Salvaterra do Extremo; † 14. November 2024 in Lissabon) war ein portugiesischer Sportjournalist. Er ist Vater des Sport-Juristen und Fernsehkommentators João Diogo Manteigas (jun.), der besonders als Kandidat für die Präsidentschaft Benfica Lissabons 2024 bekannt wurde.

## Leben
João Diogo brach sein Jurastudium ab, um Journalist zu werden. Er arbeitete danach für Zeitungen wie O Dia oder die Wochenzeitung O Independente. Beim Hörfunk arbeitet er bei Rádio Renascença und seit 1988 vor allem beim RTP-Auslandssender RDP Internacional. Insbesondere seine Sportsendung Portugal Desportivo, bei der Hörer aus aller Welt anriefen und vor allem über Fußballthemen diskutierten, erreichte dort eine große Zahl regelmäßiger Zuhörer bei den Auslandsportugiesen und beflügelte seine Karriere.
Bei der Gründung des Radiosenders RDP África 1996 baute er dort die Sportberichterstattung auf und blieb dort bis zu seinem Lebensende tätig. Er gehörte zu den bekanntesten Stimmen des Senders, berichtete über die Fußballligen der beteiligten Länder und berichtete für seinen Sender von den Jogos da Lusofonia. Daneben arbeitete er auch für die Fernsehsender Eurosport und Benfica TV, den Fernsehsender von Benfica Lissabon.
Im Mai 2024 gab sein Sender RDP África bekannt, dass Diogo schwer erkrankt sei. Am 14. November 2024 verstarb João Diogo im portugiesischen onkologischen Institut in Lissabon (IPO) und wurde in einer nicht-öffentlichen Beerdigung am 17. November in seinem Heimatort im Distrikt Castelo Branco beigesetzt.